# Kelang (fleuve)
Pour les articles homonymes, voir Kelang.
Le Kelang (malais : Sungei Klang) est un fleuve de Malaisie situé dans la péninsule Malaise ; il arrose la capitale fédérale Kuala Lumpur.

## Description
Il prend sa source dans les collines à 25 km au nord-est de la capitale fédérale et est rejoint par 11 affluents dont : 
- le Gombak,
- le Batu,
- le Kerayong,
- le Damansara,
- le Keruh,
- le Kuyoh,
- le Penchala,
- l'Ampang.

Après 120 km de cours, le Kelang se jette dans le détroit de Malacca, au niveau de la ville de Kelang.

## Vallée du Kelang
La rivière donne son nom à la vallée abritant la conurbation englobant la ville de Kuala Lumpur et les villes du Selangor environnantes.